# K-1 World Grand Prix
K-1 World Grand Prix или K-1 World GP — международный турнир по кикбоксингу, который проводится ежегодно начиная с 1993 года командой К-1. Ежегодно K-1 проводит восьмиматчевые турниры для 16 бойцов гран-при, чтобы определить чемпиона по кикбоксингу в различных весовых категориях. В турнирах одерживали победы известные бойцы, включая Эрнесто Хоста и Сэмми Схилта, которые выигрывали турнир по четыре раза. По три титула — у голландцев Реми Боньяски и Петер Артс. 

## Правила и организация турниров

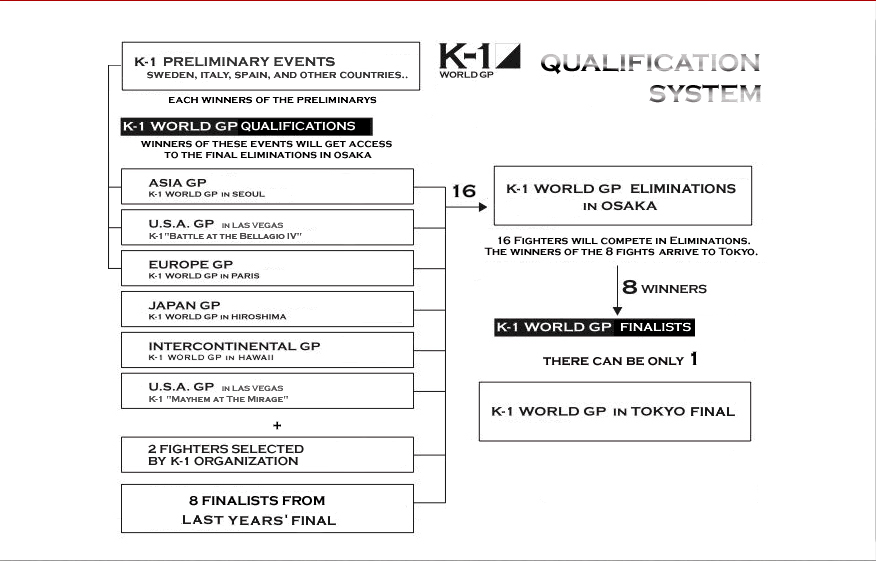
Квалификационная система в турнирах K-1 до 2005 года

Обычно бойцы выходили в восьмиматчевый турнир из 16 человек и затем выходили друг против друга, соперник определялся жребием. В Финале, который проводился в Токио Доум, подходы менялись. Событие включало в себя церемонию открытия и пресс-конференцию. Жребий выглядел как лотерея перед началом которой все бойцы получали шар, который опускался в стеклянную емкость. На шарах были номера от 1 до 8, который определял порядок выбора позиции, а также букву поединка от A до H, которая определяла угол ринга и номер поединка. Следующий боец делал то же самое, однако он мог выбрать уже между заполненными позициями (с кем он хотел бы драться), а также мог выбрать пустой слот. Процедура проводилась до тех пор, пока у бойца не оставалось выбора. Система гарантировала относительную свободу выбора, а также могла определить ключевые противостояния и реванши.

## История турнира
| Событие                   | Дата матча открытия | Дата финала      | Страна              |
| ------------------------- | ------------------- | ---------------- | ------------------- |
| K-1 World Grand Prix 1993 | нет данных          | 3 апреля 1993    | Япония              |
| K-1 World Grand Prix 1994 | нет данных          | 30 апреля 1994   | Япония              |
| K-1 World Grand Prix 1995 | 3 марта 1995        | 4 мая 1995       | Япония              |
| K-1 World Grand Prix 1996 | 10 марта 1996       | 6 мая 1996       | Япония              |
| K-1 World Grand Prix 1997 | 7 сентября 1997     | 9 ноября 1997    | Япония              |
| K-1 World Grand Prix 1998 | 27 сентября 1998    | 13 декабря 1998  | Япония              |
| K-1 World Grand Prix 1999 | 5 октября 1999      | 5 декабря 1999   | Япония              |
| K-1 World Grand Prix 2000 | нет данных          | 10 декабря 2000  | Япония              |
| K-1 World Grand Prix 2001 | нет данных          | 8 декабря 2001   | Япония              |
| K-1 World Grand Prix 2002 | 5 октября 2002      | 7 декабря 2002   | Япония              |
| K-1 World Grand Prix 2003 | 11 октября 2003     | 6 декабря 2003   | Япония              |
| K-1 World Grand Prix 2004 | 25 сентября 2004    | 4 декабря 2004   | Япония              |
| K-1 World Grand Prix 2005 | 23 сентября 2005    | 19 ноября 2005   | Япония              |
| K-1 World Grand Prix 2006 | 30 сентября 2006    | 25 ноября 2006   | Япония              |
| K-1 World Grand Prix 2007 | 29 сентября 2007    | 8 декабря 2007   | Южная Корея, Япония |
| K-1 World Grand Prix 2008 | 27 сентября 2008    | 6 декабря 2008   | Южная Корея, Япония |
| K-1 World Grand Prix 2009 | 26 сентября 2009    | 5 декабря 2009   | Южная Корея, Япония |
| K-1 World Grand Prix 2010 | 2 октября 2010      | 11 декабря, 2010 | Япония              |
| K-1 World Grand Prix 2024 | нет данных          | 14 декабря, 2024 | Япония              |

## Чемпионы по годам
| K-1  | Победитель     | Страна         | Финалист        | Страна                      |
| ---- | -------------- | -------------- | --------------- | --------------------------- |
| 1993 | Бранко Цикатич | Флаг Хорватии  | Эрнесто Хуст    | Нидерланды                  |
| 1994 | Петер Артс     | Нидерланды     | Масааки Сатаке  | Япония                      |
| 1995 | Петер Артс     | Нидерланды     | Жером Ле Банне  | Франция                     |
| 1996 | Энди Хуг       | Швейцария      | Майк Бернардо   | Южно-Африканская Республика |
| 1997 | Эрнесто Хуст   | Нидерланды     | Энди Хуг        | Швейцария                   |
| 1998 | Петер Артс     | Нидерланды     | Энди Хуг        | Швейцария                   |
| 1999 | Эрнесто Хуст   | Нидерланды     | Мирко Филипович | Флаг Хорватии               |
| 2000 | Эрнесто Хуст   | Нидерланды     | Рэй Сефо        | Новая Зеландия              |
| 2001 | Марк Хант      | Новая Зеландия | Франсиско Фило  | Бразилия                    |
| 2002 | Эрнесто Хуст   | Нидерланды     | Жером Ле Банне  | Франция                     |
| 2003 | Реми Боньяски  | Нидерланды     | Мусаси          | Япония                      |
| 2004 | Реми Боньяски  | Нидерланды     | Мусаси          | Япония                      |
| 2005 | Сэмми Схилт    | Нидерланды     | Глаубе Фейтоса  | Бразилия                    |
| 2006 | Сэмми Схилт    | Нидерланды     | Петер Артс      | Нидерланды                  |
| 2007 | Сэмми Схилт    | Нидерланды     | Петер Артс      | Нидерланды                  |
| 2008 | Реми Боньяски  | Нидерланды     | Бадр Хари       | Марокко                     |
| 2009 | Сэмми Схилт    | Нидерланды     | Бадр Хари       | Марокко                     |
| 2010 | Алистар Оверим | Нидерланды     | Петер Артс      | Нидерланды                  |
| 2024 |                |                |                 |                             |